# Granité hawaïen

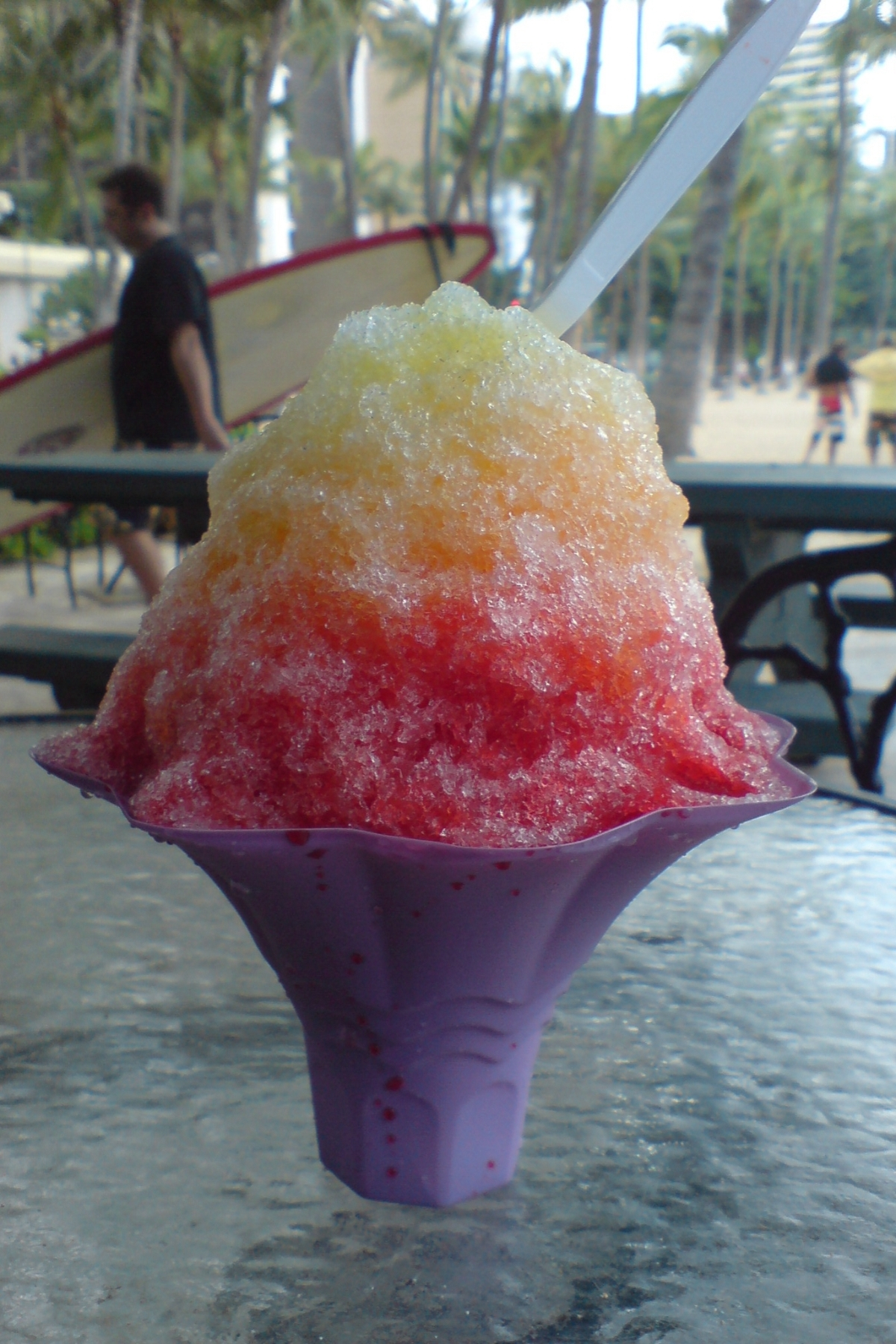
Un granité hawaïen

Le granité hawaïen, également appelé shave ice, est un dessert traditionnel hawaïen élaboré à partir de glace pilée et de sirop ou de coulis. Très populaire à Hawaï et dans le reste des États-Unis, il s'est peu à peu exporté dans d'autres pays du monde.

## Origines
Les origines du granité hawaïen remontent aux années 1920 lorsque des ouvriers agricoles japonais migrent à Hawaï pour travailler dans les champs d'ananas et de canne à sucre. Ils utilisent leurs machettes pour râper de la glace et y ajoutent ensuite du jus de fruits. Un dessert similaire existait déjà au Japon sous le nom de kakigōri. Lorsque les immigrés japonais quittèrent les plantations et ouvrirent des épiceries, ils commencèrent à vendre des granités hawaïens et le dessert devint très populaire.

## Préparation

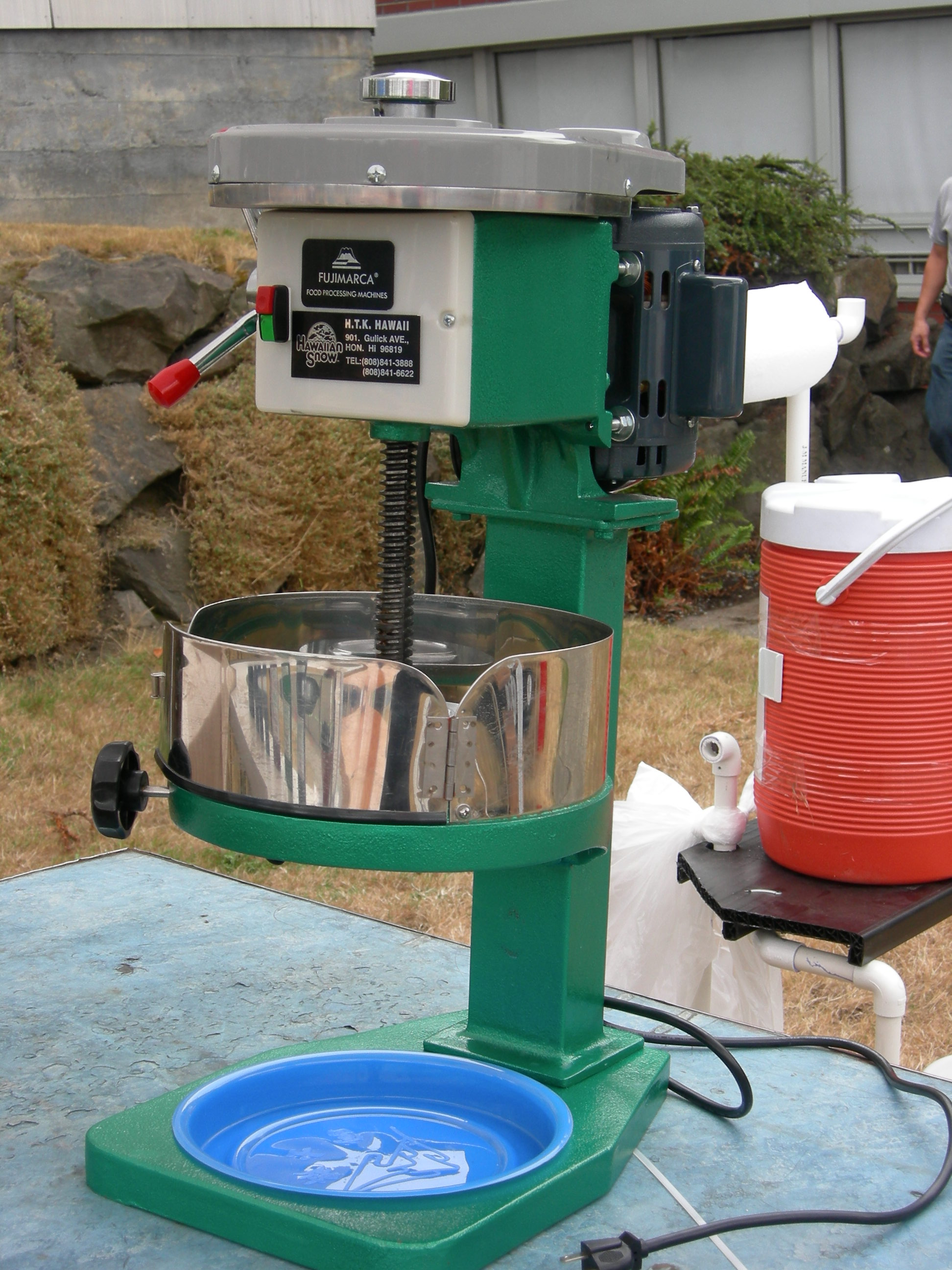
Machine utilisée pour râper la glace

Pour préparer un granité hawaïen, il faut d'abord râper finement de la glace d'un gros bloc de glace avec une machine spéciale. À Hawaï, on sert le shave ice dans des coupes en forme de cône. On ajoute alors à la glace plusieurs saveurs, généralement pas plus de trois. Il est possible de verser tous les sirops colorés sur la glace râpée pour obtenir un effet arc-en-ciel. 
Il est courant de placer une boule de glace à la vanille ou des haricots azuki au fond du cône en plastique. Il est possible d'ajouter du lait concentré sur le dôme créé par la boule de glace. 

## Dans d'autres cultures
Il existe des variantes plus ou moins similaires au granité hawaïen dans d'autres cultures. On trouve notamment :
- le halo-halo, dessert philippin.
- le patbingsu, dessert coréen.
- le baobing, dessert taïwanais.
- le ais kacang, dessert malaisien.
- le granita, dessert italien typique de la Sicile.
- la grattachecca, dessert italien.
- le kakigōri, dessert japonais.
- le sinobol, dessert traditionnel des départements français d'outre-mer: Guadeloupe, Martinique, Guyane.
- le fresco, dessert haïtien.